# Ряскіна Катерина Іванівна
Катерина Іванівна Ряскина (20 травня 1927, село Нижня Сироватка, тепер Сумського району Сумської області — 15 червня 2004, місто Львів) — українська радянська діячка, бригадир монтажників Львівського заводу телеграфної апаратури Львівського виробничого об'єднання імені 50-річчя Великої Жовтневої соціалістичної революції. Герой Соціалістичної Праці (26.04.1971). Депутат Верховної Ради СРСР 8—10-го скликань.

## Біографія
Народилася в селянській родині в селі Нижня Сироватка Сумського району Сумської області (за іншими даними — в селищі Краснопілля Сумської області). Закінчила семирічну школу.
З 1943 по 1946 рік працювала колгоспницею колгоспу села Нижня Сироватка Сумського району Сумської області.
З 1946 по 1953 рік — робітниця, у 1953—1960 роках — маляр, бригадир малярів Львівського механічного заводу (заводу телеграфної апаратури). Освіта середня: без відриву від виробництва закінчила школу робітничої молоді.
З 1960 року — монтажниця, з 1961 року — бригадир монтажників Львівського заводу телеграфної апаратури (потім — Львівського виробничого об'єднання імені 50-річчя Великої Жовтневої соціалістичної революції) Міністерства радіопромисловості СРСР. Новатор виробництва, ударник комуністичної праці.
Указом Президії Верховної Ради СРСР від 26 квітня 1971 року присвоєно звання Героя Соціалістичної Праці з врученням ордена Леніна і золотої медалі «Серп і Молот».
Потім — на пенсії в місті Львові.

## Нагороди
- Герой Соціалістичної Праці (26.04.1971)
- орден Леніна (26.04.1971)
- орден Трудового Червоного Прапора (29.07.1966)
- медаль «За доблесну працю у Великій Вітчизняній війні 1941—1945 рр.» (1945)
- медаль «За доблесну працю» (1970)
- медалі